# Hermann Heinrich Gossen
Hermann Heinrich Gossen, född 7 september 1810 i Düren, död 13 februari 1858 i Köln, var en tysk nationalekonom.
Gossen utgav 1854 arbetet Entwicklung der Gesetze des menschlichen Verkehrs und der daraus fließenden Regeln für menschliches Handeln, i vilket han försöker utveckla en subjektiv värdelära. Han uppställer lagar för tillfredsställandet av människans behov och dess värderingar av olika behov. Han kom därigenom att föregripa den senare marginalnytteteorin. Boken fick dock mycket ringa uppmärksamhet och Gossen lät därför kort före sin död förstöra den återstående upplagan. Hans arbete upptäcktes dock 1879 av William Stanley Jevons och blev då allmänt känt. Boken återutgavs på tyska 1889 och 1927 samt i engelsk översättning 1983. År 1970 uppkallades en gata i Gossens födelsestad Düren efter honom.